# Geranomyia recondita recondita
Geranomyia recondita là một phân loài ruồi của loài Geranomyia recondita trong họ Limoniidae. Chúng phân bố ở vùng Tân nhiệt đới.